# Idol 2013
Idol 2013 var TV-programmet Idols nionde säsong i Sverige och visades liksom tidigare år på TV4. Säsongen hade premiär den 19 augusti 2013. Vinnare blev Kevin Walker. Upplägget var detsamma som i tidigare säsonger, det vill säga att man inledde med en auditionturné och avslutade med final i december månad. För första gången sedan Idol 2009 hölls alla veckofinaler på samma plats, denna gång i en studio i Spånga utanför Stockholm. Finalen ägde däremot rum i Globen, vilket den har gjort varje år sedan år 2007.
Efter att programserien gjorde uppehåll under ett års tid meddelade TV4 den 15 januari 2013 att man skulle komma att producera en ny säsong under 2013. Den 18 mars meddelade TV4 att Pär Lernström skulle återkomma som programledare, men att han denna gång skulle få Kakan Hermansson som sin bisittare. Hermanssons uppdrag var att under auditionturnén leta upp sångtalanger som folk tipsat om. Dessa som hon sedermera letade upp fick chansen att sjunga inför Idoljuryn. Samma dag som programledarpresentationen hölls meddelades också att Laila Bagge, Anders Bagge och Alexander Bard skulle bli programmets jury, vilket de även var i den föregående säsongen.
Likt tidigare säsonger fick de sökande använda sig av instrument såsom gitarr eller keyboard vid första audition, förutsatt att man kunde bära med sig det själv. Åldersgränsen sattes likt tidigare år till 16 år.
Direkt efter finalen bekräftade programledare Pär Lernström att en ny säsong skulle sändas 2014.

## Jury
Den 18 mars presenterades juryn för säsongen:
- Alexander Bard
- Laila Bagge
- Anders Bagge

Under auditionturnén, slutaudition och kvalveckan gavs ingen ordförandepost/utslagsröst ut till någon av jurymedlemmarna. Istället gällde då majoritetsbeslut ifall juryn inte var eniga att rösta vidare en person till nästa moment.

## Förändringar/nyheter
- För att underlätta vid första audition fanns chans att föranmäla sig.[5]
- För att få söka till Idol 2013 skulle man ha fyllt 16 år senast den 1 september 2013. Åldersgränsen höjdes därmed sedan föregående säsong då man tillfälligt sänkte till 15 år.[4]
- Om man redan hade ett skivkontrakt tilläts man inte söka till Idol denna säsong.[4] Dock sökte flera personer som hade haft skivkontrakt tidigare och som kom med till både slutaudition och kvalveckan.
- Alla sökande var tvungna att fylla i och skriva under en anmälan om utdrag ur polisens belastningsregister. Anmälan skickades sedan in till polisen (RPS) av TV4 ifall den sökande skulle vidare från auditionsturnén.[4]
- I denna säsong flyttades Idolstudion från Frihamnen till Spånga.[6] Dock hölls finalen i Globen, vilket den har gjort varje säsong sedan Idol 2007.[1]
- För första gången i Idol blev det tolv fredagsfinalister. Tidigare år har det varit elva stycken (per säsong).

## Händelser i samband med Idol 2013

### Beväpnad man avbröt trailerinspelning
När trailern för Idol 2013 skulle spelas in blev inspelningarna avbrutna då en man attackerade inspelningen med en hammare. Polis kallades till platsen efter att mannen hade brottats ned av väktare. Vid incidenten kom ingen person till skada.

### Deltagare med artistkarriär
TV4 bestämde inför säsongen att ingen som redan hade skivkontrakt skulle få söka till Idol 2013. Dock var det ett antal personer som hade haft det tidigare och även en del personer som hade varit med i andra liknande sammanhang, som gick vidare till nästa moment i Idol (slutaudition). Dessa var:
- Calle Nilsson, som var P4 Jönköpings representant i Svensktoppen nästa 2012. Han blev sedan utvald till att gå till den finalen där han dock slutade oplacerad. I Idol tog han sig vidare till slutaudition men åkte ut under andra dagen.
- Gabriel Alares, som var den ena av två låtskrivare till Rysslands bidrag "What If" (framförd av Dina Garipova) till Eurovision Song Contest 2013. Han medverkade även på scenen där han deltog i kören bakom Garipova. Låten tog sig vidare till final där den slutade på femte plats. I Eurovision Song Contest 2015 i Wien tävlade han även denna gång för Ryssland och slutade denna gång på en andra plats med låten "A Million Voices" (sjungen av Polina Gagarina) tätt efter segrande Måns Zelmerlöw med låten "Heroes". I Idol röstades Gabriel fram som veckofinalist och slutade på sjunde plats i tävlingen.
- Erik Rapp, som var Sveriges representant i Junior Eurovision Song Contest 2011,[8] där han slutade på nionde plats. I Idol lyckades han gå vidare till kvalveckan och blev sedan framröstad som veckofinalist. Han slutade på tredje plats i tävlingen.
- Juliette Holmqvist, som deltog i X Factor Sverige 2012 där hon slutade inom topp 12.[9] Hon lyckades gå vidare till kvalveckan, där hon dock röstades ut i kvalfinalen.
- Sanne Karlsson, som åren 2009-2011 var med i sånggruppen Play och valdes in i gruppen genom TV-programmet Made in Sweden, där Idoljurymedlemmarna Anders Bagge, Laila Bagge och Andreas Karlsson medverkade. Sanne gick vidare till slutaudition och därefter till kvalveckan, där hon dock röstades ut.
- Yosefin Buohler, som år 2008 medverkade i den tyska upplagan av TV-programmet Talang. I Idol tog hon sig till kvalveckan där hon sedan åkte ut.

Även den före detta kulstötaren Jimmy Nordin försökte att komma med i Idol, men blev inte utvald att gå vidare till slutaudition.

### Planering kring Kevin Walker
Deltagaren Kevin Walker, som tog sig vidare från auditionturnén till slutaudition för att sedan framröstas till veckofinalist, krävde under sin medverkan i Idol 2013 stor planering kring när, hur och var hans framträdanden skulle ske i tävlingen. Detta för att han samtidigt var kontrakterad fotbollsspelare (och assisterande lagkapten) i GIF Sundsvall, som under säsongen 2013 spelade i Superettan. Under de första direktsända veckofinalerna var man, enligt tidningen Aftonbladet, tvungen att flytta på matchtider vid ett tillfälle för att Kevin skulle kunna vara med i Idol överhuvudtaget. Detta skedde då GIF Sundsvall skulle möta Assyriska FF den 18 oktober, men matchen flyttades fram två dagar efter önskemål från båda klubbarna. Dessutom flyttade TV4 GIF Sundsvalls match mot IK Brage från lördag den 26 oktober till söndag den 27 oktober för att ge Kevin mer tid till att förbereda sitt framträdande under fredagen samma vecka. En andra krock skedde då sista omgången av Superettan skulle spelas den 2 november. Trots att matchen skulle spelas under lördagen var Kevin tvungen att flyga med laget under fredagskvällen. Eftersom Svenska Fotbollförbundet valde att inte flytta på lagets sista match (av regelskäl), fick TV4 istället banda Kevin Walkers framträdande under genrepet innan direktsändningen. Detta blev första gången i Idols historia som ett framträdande i en veckofinal har spelats in i förväg.

## Utröstningsschema
Schemat visar hur varje deltagare placerade sig under kvalveckan och i veckofinalerna. 
| Stadium: | Stadium:           | Kvalveckan | Kvalveckan | Kvalveckan | Kvalveckan | Kvalveckan | Kvalveckan | Veckofinalerna | Veckofinalerna | Veckofinalerna | Veckofinalerna | Veckofinalerna | Veckofinalerna | Veckofinalerna | Veckofinalerna | Veckofinalerna | Veckofinalerna | Veckofinalerna |          |          |
| Datum:   | Datum:             | 16/9       | 17/9       | 18/9       | 19/9       | 20/9       | 20/9       | 27/9           | 4/10           | 11/10          | 18/10          | 25/10          | 1/11           | 8/11           | 15/11          | 22/11          | 29/11          | 6/12           |          |          |
| Plats    | Tävlande           | Resultat   | Resultat   | Resultat   | Resultat   | Resultat   | Resultat   | Resultat       | Resultat       | Resultat       | Resultat       | Resultat       | Resultat       | Resultat       | Resultat       | Resultat       | Resultat       | Resultat       | Resultat | Resultat |
| 1        | Kevin Walker       |            |            |            |            |            |            |                |                |                |                |                |                |                |                |                |                | Vinnare        |          |          |
| 2        | Elin Bergman       |            |            |            |            |            |            |                |                |                |                |                |                |                |                |                |                | Tvåa           |          |          |
| 3        | Erik Rapp          |            |            |            |            |            |            |                |                |                |                |                |                |                |                |                | Utröst.        |                |          |          |
| 4        | Jens Hult          |            |            |            |            |            |            |                |                |                |                |                |                |                |                | Utröst.        |                |                |          |          |
| 5        | Sandra Wikström    |            |            |            |            |            |            |                |                |                |                |                |                |                | Utröst.        |                |                |                |          |          |
| 6        | Matilda Melin      |            |            |            |            |            |            |                |                |                |                |                |                | Utröst.        |                |                |                |                |          |          |
| 7        | Gabriel Alares     | 3:a        |            |            |            | WC 4       |            |                |                |                |                |                | Utröst.        |                |                |                |                |                |          |          |
| 8        | Miriam Bengtsson   |            |            |            | 3:a        | WC 3       |            |                |                |                |                | Utröst.        |                |                |                |                |                |                |          |          |
| 9        | Sara Sangfelt      |            |            |            | 3:a        | WC 5       |            |                |                |                | Utröst.        |                |                |                |                |                |                |                |          |          |
| 10       | George Shaid       |            |            |            |            |            |            |                |                | Utröst.        |                |                |                |                |                |                |                |                |          |          |
| 11       | Sakib Zabbar       |            |            | 3:a        |            | WC 2       |            |                | Utröst.        |                |                |                |                |                |                |                |                |                |          |          |
| 12       | Sarah Mathisen     |            |            |            | 3:a        | WC 1       |            | Utröst.        |                |                |                |                |                |                |                |                |                |                |          |          |
| 13       | Juliette Holmqvist |            |            |            |            |            | Utröst.    |                |                |                |                |                |                |                |                |                |                |                |          |          |
| Semi     | Oliver Cardoso     |            |            | 3:a        |            |            | Utröst.    |                |                |                |                |                |                |                |                |                |                |                |          |          |
| Semi     | Simen Thelander    |            |            | 3:a        |            |            | Utröst.    |                |                |                |                |                |                |                |                |                |                |                |          |          |
| Semi     | Arantxa Alvarez    |            | 3:a        |            |            |            | Utröst.    |                |                |                |                |                |                |                |                |                |                |                |          |          |
| Semi     | Sanne Karlsson     |            | 3:a        |            |            |            | Utröst.    |                |                |                |                |                |                |                |                |                |                |                |          |          |
| Semi     | Yosefin Buohler    |            | 3:a        |            |            |            | Utröst.    |                |                |                |                |                |                |                |                |                |                |                |          |          |
| Semi     | Albin Gummesson    | 3:a        |            |            |            |            | Utröst.    |                |                |                |                |                |                |                |                |                |                |                |          |          |
| Semi     | Gustav Bjule       | 3:a        |            |            |            |            | Utröst.    |                |                |                |                |                |                |                |                |                |                |                |          |          |

| Top 12 | Top 20 | Juryns wildcard | Hängde löst/sista att gå vidare1 | Utröstad | Hoppade av tävlingen | Säker/går vidare | Ej avgjord tävlan/ framträder ej/ utslagen ur tävlan |

1 Fram till den sjunde veckofinalen meddelade TV4 vilka två som hade fått minst antal röster av tittarna och som därmed hängde löst. Från den åttonde veckofinalen och fram till finalen redovisades dock en slumpvis vald deltagare samt den som åkte ut som de två som hängde löst.

## Auditionuttagningarna
En auditionturné hölls under april och maj 2013. TV-sändningarna startade den 19 augusti 2013. Innan auditionturnén startade kunde man tipsa om någon man känner via programmets hemsida. Den 18 mars meddelade TV4 vilka städer som skulle komma att besökas under turnén.
Utöver de städer som besöktes gjorde även jurymedlemmen Anders Bagge en egen turné där han gick på de tips som hade strömmat in till TV4. En liknande turné gjorde Bagge även år 2009, där han bland andra upptäckte Tove Styrke.
| Datum                               | Auditionstad | Auditionarena  | Antal sökande dag 12 | Antal sökande dag 22                             | Totalt antal sökande2 | Gyllene biljetter2 | Sändningsdatum         |
| 13-14 april                         | Stockholm    | Hovet/Globen   | 4 200                | Sökande som ej kom in dag 1 fick komma in dag 2. | 4 200                 | i.u.               | 27:e & 28 augusti 2013 |
| 21 april                            | Linköping    | Kongresscenter | 2 500                | Ingen audition dag 2                             | 2 500                 | i.u.               | 26 augusti 2013        |
| 27 april                            | Malmö        | Slagthuset     | mer än 1 000         | Sökande som ej kom in dag 1 fick komma in dag 2. | mer än 1000           | i.u.               | 20:e & 21 augusti 2013 |
| 4 maj                               | Göteborg     | Svenska Mässan | 3 000                | Sökande som ej kom in dag 1 fick komma in dag 2. | 3 000                 | i.u.               | 2:a & 3 september 2013 |
| 10 maj                              | Sundsvall    | Stadshuset     | ca 500               | Ingen audition dag 2                             | ca 500                | i.u.               | 19 augusti 2013        |
| april-maj                           | Bagges turné | -              | i.u.                 | i.u.                                             | -                     | 5                  |                        |
| Totalt antal sökande: mer än 11 200 |              |                |                      |                                                  |                       |                    |                        |
| Totalt antal gyllene biljetter: 119 |              |                |                      |                                                  |                       |                    |                        |

2 TV4 meddelade aldrig exakta antalet sökande i varje stad, liksom det exakta antalet guldbiljetter som delades ut på varje ort. Siffrorna på antalet sökande grundar sig därför på vad tidningar på plats berättade.

### Slutaudition
Efter avslutad auditionturné fick de som juryn valt ut åka till Stockholm och därefter gallras ned till ett mindre antal deltagare, som sedermera gick vidare till kvalveckan. Totalt skulle juryn få ned de 119 utvalda till endast 20 stycken. Slutaudition sändes den 4 september, 9 september, 10 september och 11 september 2013 och hölls precis som tidigare säsonger på Oscarsteatern.
- Dag 1: De totalt 119 personerna som gått vidare från auditionturnén åkte till Stockholm för att börja slutaudition. Likt tidigare säsonger var första momentet att sjunga a cappella för juryn på scenen. Deltagarna delades in i grupper och fick sedan gå på scenen och under korta stunder framföra sin sång för juryn, till dess juryn kände sig nöjda. Därefter överlade juryn direkt efter varje grupps sångframförande och beslutade vilka som skulle gå vidare och åka ut. Totalt fick 56 deltagare stanna kvar och 63 fick lämna tävlingen.
- Dag 2: De 56 deltagarna delades in i grupper om tre eller fyra per grupp och fick sedan tre timmar på sig att öva in ett sångnummer. Därefter fick grupperna framföra sina låtar med ett liveband. Till skillnad mot föregående moment avgjorde inte juryn direkt vilka som skulle gå vidare till nästa moment, utan alla grupper fick först sjunga innan det bestämdes. Totalt fick 34 deltagare stanna kvar och 22 fick lämna tävlingen.
- Dag 3: De 34 deltagare som återstår fick åka till hotellet och där välja en egen sång att framföra för juryn. Varje deltagare sjöng sedan för juryn ackompanjerade till ett liveband. När varje deltagare hade sjungit klart (eller hade blivit avbruten av juryn) överlade juryn direkt ifall deltagaren skulle åka ut omgående eller få stanna kvar till dagen därpå. 4 deltagare åkte ut direkt medan resterande 30 fick vänta på besked dagen därpå.
- Dag 4: De deltagare som återstod i tävlan fick reda på ifall att de hade gått vidare eller ej. Av totalt 30 personer fick 20 gå vidare till kvalveckan.

## Topp 20 till kvalet
Deltagarna nedan var de som slutligen blev utvalda av juryn att gå vidare från slutaudition till kvalveckan. De som är markerade i fet stil gick vidare till veckofinalerna.
- Albin Gummesson, 19 år, Trollhättan
- Arantxa Alvarez, 21 år, Malmö
- Elin Bergman, 18 år, Umeå
- Erik Rapp, 17 år, Stockholm
- Gabriel Alares, 30 år, Stockholm
- George Shaid, 20 år, Örebro
- Gustav Bjule, 17 år, Linköping
- Jens Hult, 20 år, Märsta
- Juliette Holmqvist, 19 år, Göteborg
- Kevin Walker, 24 år, Sundsvall
- Matilda Melin, 16 år, Frösön
- Miriam Bengtsson, 19 år, Stockholm
- Oliver Cardoso, 20 år, Mölndal
- Sakib Zabbar, 17 år, Malmö
- Sandra Wikström, 23 år, Uppsala
- Sanne Karlsson, 27 år, Stockholm
- Sara Sangfelt, 18 år, Stockholm
- Sarah Mathisen, 22 år, Stockholm
- Simen Thelander, 17 år, Uppsala
- Yosefin Buohler, 18 år, München

## Kvalveckan
Kvalveckan hölls den 16-20 september, vecka 38. Under denna vecka fick tittarna rösta fram de totalt tolv av tjugo deltagare som ska att tävla under veckofinalerna under hösten. De första fyra kvalprogrammen var endast 60 minuter långa, medan den stora fredagsfinalen var drygt två timmar lång. Under de fyra första kvalprogrammen sändes först timmen då deltagarna framförde respektive låt, därefter gjordes en paus på 55 minuter. Efter pausen meddelades resultatet i en fem minuter lång sändning.
Upplägget för kvalveckan var precis som det var i föregående säsong, dvs. att deltagarna delades in i fyra grupper: två killgrupper och två tjejgrupper med fem deltagare per grupp. De två deltagare som i varje kvalheat fick flest röster gick vidare till kvalfinalen. Av de tolv som inte röstades vidare, valde juryn ut fem stycken som fick sjunga med de åtta som gått vidare direkt. Av de tretton som tävlade i kvalfinalen gick tolv vidare till veckofinalerna.
Likt tidigare säsonger fanns det ett telefonnummer och ett SMS-nummer till varje tävlande deltagare. Under kvalheaten pågick röstningen från det att en sändning startade till resultatshowen hade börjat, medan under kvalfinalen startade röstningen först efter att alla Idoldeltagare sjungit.

### Kvalheat 1
Programmet sändes den 16 september 2013.

Fetmarkerade deltagare gick vidare till kvalfinalen.
1. George Shaid, 20 år, Örebro - Set Fire to the Rain (Adele)
2. Albin Gummesson, 19 år, Trollhättan - Dance with Me Tonight (Olly Murs)
3. Gustav Bjule, 17 år, Linköping - 911 (Wyclef Jean & Mary J Blige)
4. Erik Rapp, 17 år, Stockholm - One (U2 & Mary J Blige)
5. Gabriel Alares, 30 år, Stockholm - The Show Must Go On (Queen)

### Kvalheat 2
Programmet sändes den 17 september 2013.

Fetmarkerade deltagare gick vidare till kvalfinalen.
1. Sanne Karlsson, 27 år, Stockholm - Broken wings (Mr. Mister)
2. Arantxa Álvarez, 21 år, Malmö - Weak as I am (Anouk)
3. Juliette Holmqvist, 19 år, Göteborg - Uncover (Zara Larsson)
4. Elin Bergman, 18 år, Umeå - No diggity (Blackstreet (featuring Dr. Dre & Queen Pen))
5. Yosefin Buohler, 18 år, München - One and only (Adele)

### Kvalheat 3
Programmet sändes den 18 september 2013.

Fetmarkerade deltagare gick vidare till kvalfinalen.
1. Simen Thelander, 17 år, Uppsala - Here without you (3 Doors Down)
2. Oliver Cardoso, 20 år, Mölndal - His mistakes (Usher)
3. Jens Hult, 20 år, Märsta - Baba O'Riley (The Who)
4. Sakib Zabbar, 17 år, Malmö - One and only (Adele)
5. Kevin Walker, 24 år, Sundsvall - Use Somebody (Kings of Leon)

### Kvalheat 4
Programmet sändes den 19 september 2013. 

Fetmarkerade deltagare gick vidare till kvalfinalen.
1. Miriam Bengtsson, 19 år, Stockholm - Could you be loved (Bob Marley & The Wailers)
2. Sandra Wikström, 23 år, Uppsala - Who you are (Jessie J)
3. Sara Sangfelt, 18 år, Stockholm - Stay (Rihanna)
4. Sarah Mathisen, 22 år, Stockholm - I Follow Rivers (Lykke Li)
5. Matilda Melin, 16 år, Frösön - The A Team (Ed Sheeran)

### Kvalfinalen
Programmet sändes den 20 september 2013.

Den person som står i fet-kursiv stil röstades ut innan veckofinalerna startade.
1. Jens Hult, 20 år, Märsta - Wake Me Up (Avicii feat. Aloe Blacc)
2. Sandra Wikström, 23 år, Uppsala - Love on top (Beyoncé)
3. Sarah Mathisen, 22 år, Stockholm - Crazy (Gnarls Barkley)
4. Juliette Holmqvist, 19 år, Göteborg - Only Girl (In the World) (Rihanna)
5. Erik Rapp, 17 år, Stockholm - Nothing can change this love (Sam Cooke)
6. Sakib Zabbar, 17 år, Malmö - Signed, sealed, delivered (Stevie Wonder)
7. Elin Bergman, 18 år, Umeå - Stay (Rihanna)
8. Kevin Walker, 24 år, Sundsvall - Rolling in the deep (Adele)
9. Miriam Bengtsson, 19 år, Stockholm - Lady Marmalade (Labelle)
10. Matilda Melin, 16 år, Frösön - Turning tables (Adele)
11. George Shaid, 20 år, Örebro - Young and beautiful (Lana Del Rey)
12. Gabriel Alares, 30 år, Stockholm - Hallelujah (Leonard Cohen)
13. Sara Sangfelt, 18 år, Stockholm - Ain't No Sunshine (Bill Withers)

#### Juryns wildcards
1. Sarah Mathisen
2. Sakib Zabbar
3. Miriam Bengtsson
4. Gabriel Alares
5. Sara Sangfelt

## Veckofinalerna
Likt kvalveckan sänds veckofinalerna från en studio i Spånga i Stockholm. Likt tidigare säsonger är varje veckofinal uppbyggd kring ett speciellt tema. För första gången sedan Idol 2009 blir det ingen turné de sista veckorna, utan alla veckofinaler sänds i studion i Spånga. Finalen hölls dock i Globen, vilket den har gjort varje år sedan 2007. Totalt blev det 12 deltagare som tävlade om segern i Idol 2013, vilket är rekordmånga för en enskild säsong. Vilka tolv som skulle få tävla i veckofinalerna blev klart efter kvalfinalen den 20 september. Precis som i tidigare säsonger sändes ett s.k. "Idol: Extra" efter varje veckofinal, som denna gång leddes av Pär Lernström och Kakan Hermansson.
Snittåldern för de tolv veckofinalisterna var 20,3 år.

### Vecka 1: Här är jag
Sändes från Spånga i Stockholm den 27 september 2013. Nedan listas deltagarna i startordning.
1. Sandra Wikström - Empire State Of Mind (Alicia Keys & Jay-Z)
2. Matilda Melin - Thrift Shop (Macklemore & Ryan Lewis)
3. Gabriel Alares - Impossible (Shontelle)
4. Sakib Zabbar - Get Lucky (Daft Punk)
5. Sarah Mathisen - Animal (Miike Snow)
6. Erik Rapp - Skinny Love (Bon Iver)
7. Sara Sangfelt - Set Fire To The Rain (Adele)
8. Elin Bergman - Seven Nation Army (White Stripes)
9. Kevin Walker - Pride (U2)
10. Miriam Bengtsson - End Of Time (Beyoncé)
11. Jens Hult - I Will Wait (Mumford & Sons)
12. George Shaid - Resolution (Matt Corby)

#### Utröstningen
Listar de två deltagare som erhöll minst antal tittarröster.

Den av dessa två som är markerad med mörkgrå färg var den som tvingades att lämna tävlingen (den till vänster).
| Lägst antal tittarröster |              |
| Sarah Mathisen           | Sakib Zabbar |

### Vecka 2: Min idol
Sändes från Spånga i Stockholm den 4 oktober 2013. Nedan listas deltagarna i startordning.
1. George Shaid - Home (Michael Bublé)
2. Miriam Bengtsson - P.Y.T (Michael Jackson)
3. Gabriel Alares - Sista morgonen (Niklas Strömstedt)
4. Matilda Melin - Superhero (Cher Lloyd)
5. Sara Sangfelt - Your Song (Elton John)
6. Sakib Zabbar - The botten is nådd (Timbuktu)
7. Erik Rapp - Wicked Games (The Weeknd)
8. Kevin Walker - Say (John Mayer)
9. Jens Hult - Heart of Gold (Neil Young)
10. Elin Bergman - Tell me about it (Joss Stone)
11. Sandra Wikström - I Will Always Love You (Whitney Houston)

#### Utröstningen
Listar de två deltagare som erhöll minst antal tittarröster.

Den av dessa två som är markerad med mörkgrå färg var den som tvingades att lämna tävlingen (den till vänster).
| Lägst antal tittarröster |                  |
| Sakib Zabbar             | Miriam Bengtsson |

### Vecka 3: Den svenska musikexporten
Sändes från Spånga i Stockholm den 11 oktober 2013. Nedan listas deltagarna i startordning.
1. Erik Rapp - Indestructible (Robyn)
2. Sandra Wikström - Lovefool (The Cardigans)
3. George Shaid - Fade into Darkness (Avicii)
4. Matilda Melin - Must have been love (Roxette)
5. Kevin Walker - Poker Face (Lady Gaga)
6. Sara Sangfelt - Toxic (Britney Spears)
7. Gabriel Alares - Reload (Sebastian Ingrosso)
8. Jens Hult - Lions roar (First Aid Kit)
9. Elin Bergman - All That She Wants (Ace of Base)
10. Miriam Bengtsson - F***ing perfect (Pink)

#### Utröstningen
Listar de två deltagare som erhöll minst antal tittarröster.

Den av dessa två som är markerad med mörkgrå färg var den som tvingades att lämna tävlingen (den till vänster).
| Lägst antal tittarröster |           |
| George Shaid             | Erik Rapp |

### Vecka 4: Gone too soon
Sänds från Spånga i Stockholm den 18 oktober 2013. Nedan listas deltagarna i startordning.

I denna veckofinal uppträdde artisten Sean Paul som mellanakt med låten Turn It Up.
1. Sara Sangfelt - Rehab (Amy Winehouse)
2. Elin Bergman - No Woman, No Cry (Bob Marley)
3. Erik Rapp - A Change Is Gonna Come (Sam Cooke)
4. Miriam Bengtsson - I Wanna Dance with Somebody (Who Loves Me) (Whitney Houston)
5. Gabriel Alares - You Can't Kill Rock'n'Roll (Sugarplum Fairy)
6. Kevin Walker – Behind Blue Eyes (The Who)
7. Sandra Wikström - Try Again (Aaliyah)
8. Matilda Melin - (Sittin' On) The Dock of the Bay (Otis Redding)
9. Jens Hult - Come as You Are (Nirvana)

#### Utröstningen
Listar de två deltagare som erhöll minst antal tittarröster.

Den av dessa två som är markerad med mörkgrå färg var den som tvingades att lämna tävlingen (den till vänster).
| Lägst antal tittarröster |                 |
| Sara Sangfeldt           | Sandra Wikström |

### Vecka 5: Idoler som lyckats (Del 22)
Sändes från Spånga i Stockholm den 25 oktober 2013. Nedan listas deltagarna i startordning.

Under programmets gång kom Amanda Fondell och Robin Stjernberg, som blev etta respektive tvåa i Idol 2011, att gästa programmet.
1. Miriam Bengtsson - This Is My Life (Anna Bergendahl)
2. Sandra Wikström – You (Robin Stjernberg)
3. Kevin Walker - Hope and Glory (Måns Zelmerlöw)
4. Jens Hult - White Light Moment (Tove Styrke)
5. Erik Rapp – Euphoria (Loreen)
6. Elin Bergman - Happyland (Amanda Jenssen)
7. Gabriel Alares - You're Out of My Life (Darin)
8. Matilda Melin - Release Me (Agnes)

#### Utröstningen
Listar de två deltagare som erhöll minst antal tittarröster.

Den av dessa två som är markerad med mörkgrå färg var den som tvingades att lämna tävlingen (den till vänster).
| Lägst antal tittarröster |           |
| Miriam Bengtsson         | Jens Hult |

### Vecka 6: Big Band Friday
Sändes från Spånga i Stockholm den 1 november 2013. I denna veckofinal framförde deltagarna sina låtar tillsammans med ett artonmannaliveband. Nedan listas deltagarna i startordning. Notera dock att Kevin Walkers framträdande var förinspelat och sändes inte live.
1. Sandra Wikström - Wonderwall (Oasis)
2. Gabriel Alares – As Long As You Love Me (Justin Bieber)
3. Kevin Walker - It's My Life (Bon Jovi)
4. Matilda Melin - Umbrella (Rihanna)
5. Jens Hult – Mama I'm Coming Home (Ozzy Osbourne)
6. Elin Bergman - Roxanne (The Police)
7. Erik Rapp – Hurtful (Erik Hassle)

#### Utröstningen
Listar de två deltagare som erhöll minst antal tittarröster.

Den av dessa två som är markerad med mörkgrå färg var den som tvingades att lämna tävlingen (den till vänster).
| Lägst antal tittarröster |                 |
| Gabriel Alares           | Sandra Wikström |

### Vecka 7: Hits på svenska
Sändes från Spånga i Stockholm den 8 november 2013. Nedan listas deltagarna i startordning.

Från denna veckofinal sjunger deltagarna två låtar vardera.
Under sändningen medverkade Tinie Tempah som gästartist.

#### Rond 1
1. Matilda Melin - Varje gång jag ser dig (Lisa Nilsson)
2. Erik Rapp – Sakta vi gå genom stan (Monica Zetterlund)
3. Jens Hult – Somliga går med trasiga skor (Eldkvarn)
4. Sandra Wikström - Öppna din dörr (Tommy Nilsson)
5. Kevin Walker - Till dom ensamma (Mauro Scocco)
6. Elin Bergman - Flickorna på TV2 (Gyllene Tider)

#### Rond 2
1. Matilda Melin - Det kommer aldrig va över för mig (Håkan Hellström)
2. Erik Rapp – Gubben i lådan (Daniel Adams-Ray)
3. Jens Hult – Strövtåg i hembygden (Mando Diao)
4. Sandra Wikström - Händerna mot himlen (Petra Marklund)
5. Kevin Walker - Välkommen in (Veronica Maggio)
6. Elin Bergman - Vart jag mig i världen vänder (Den svenska björnstammen)

#### Utröstningen
Listar de två deltagare som erhöll minst antal tittarröster.

Den av dessa två som är markerad med mörkgrå färg var den som tvingades att lämna tävlingen (den till vänster).
| Lägst antal tittarröster |              |
| Matilda Melin            | Elin Bergman |

### Vecka 8: Unplugged
Sändes från Spånga i Stockholm den 15 november 2013. Nedan listas deltagarna i startordning.

På grund av VM-kvalmatchen mellan Sverige och Portugal (som sändes av TV4) beslöt TV4 att flytta denna veckofinals sändningstid, från kl. 20.00-21.30 till 19.00-20.35. Resultatshowen sändes sedan kl. 23.00-23.15, dvs. direkt efter fotbollsmatchen var slut.
Under sändningen medverkade artisten E-Type som gästartist.

#### Rond 1
1. Elin Bergman - Freedom (George Michael)
2. Jens Hult – Layla (Eric Clapton)
3. Kevin Walker - Don't Look Back in Anger (Oasis)
4. Sandra Wikström - Fast Car (Tracy Chapman)
5. Erik Rapp – Kiss from a Rose (Seal)

#### Rond 2
1. Elin Bergman - Wrecking Ball (Miley Cyrus)
2. Jens Hult – Radioactive (Imagine Dragons)
3. Kevin Walker - Hall of Fame (The Script)
4. Sandra Wikström - No One (Alicia Keys)
5. Erik Rapp – Shake It Out (Florence and the Machine)

#### Utröstningen
Listar de två sist uppropade deltagarna, varav den ena erhöll minst antal tittarröster.

Den av dessa två som är markerad med mörkgrå färg var den som tvingades att lämna tävlingen (den till vänster).
| Lägst antal tittarröster |           |
| Sandra Wikström          | Erik Rapp |

### Vecka 9 (Kvartsfinal): Egenskrivet & juryns val
Sändes från Spånga i Stockholm den 22 november 2013. Nedan listas deltagarna i startordning.
Under sändningen medverkade artisten Yohio som gästartist.

#### Rond 1: Egenskrivna låtar
I denna rond fick varje deltagare skriva en egen låt tillsammans med en eller flera låtskrivare.

Upphovsmän anges inom parentes.
1. Jens Hult – Killing me (Tony Nilsson, Jens Hult)
2. Kevin Walker - Dreaming (Peter Boström, Thomas G:son, Kevin Walker)
3. Erik Rapp – Wild (Oscar Holter, Erik Rapp)
4. Elin Bergman - The Fire (Jakke Erixson, Elin Bergman)

#### Rond 2: Juryns val
I denna rond bestämde Idoljuryn en låt till respektive deltagare.
1. Jens Hult – Flicka med guld (Thåström)
2. Kevin Walker - Free Falling (Tom Petty)
3. Erik Rapp – If You Go Away (Jacques Brel)
4. Elin Bergman - Roar (Katy Perry)

#### Utröstningen
| Lägst antal tittarröster |
| Jens Hult                |

### Vecka 10 (Semifinal): Auditionlåtar & listettor
Sändes från Spånga i Stockholm den 29 november 2013. Deltagarna listas nedan i startordning.

I denna veckofinal avgjordes det vilka två deltagare som får tävla i finalen.
Under veckofinalen uppträdde Zara Larsson som gästartist.

#### Rond 1: Auditionlåtar
I denna rond skulle deltagarna framföra den låt de framförde vid sin första audition för juryn.
1. Kevin Walker - Soldier (Gavin DeGraw)
2. Erik Rapp – Too Close (Alex Clare)
3. Elin Bergman - Spoiled (Joss Stone)

#### Rond 2: Listettor
I denna rond skulle deltagarna framföra en låt som har legat etta på minst en topplista vid olika tillfällen.
1. Kevin Walker - Home (Daughtry)
2. Erik Rapp – When I Was Your Man (Bruno Mars)
3. Elin Bergman - What You Waiting For? (Gwen Stefani)

#### Utröstningen
| Lägst antal tittarröster |
| Erik Rapp                |

### Vecka 11: Finalen
Sändes från Globen i Stockholm den 6 december 2013. Det var den sjätte gången Idol sänds från Globen. I semifinalen den 29 november avgjordes det att Elin Bergman och Kevin Walker gör upp om segern i Idol 2013. Finalen delades likt tidigare år in i tre ronder: eget val, tittarnas val, och vinnarlåten. Det här årets vinnarlåt hette "Belong" och komponerades av fyra studenter på musikutbildningen Musikmakarna i Örnsköldsvik i samarbete med Idol-jurymedlemmen Anders Bagge.
Under finalen uppträdde musikgruppen The Fooo och artisten Robbie Williams som gästartister. Williams framförde bland annat en låt tillsammans med de två finalisterna.
Nedan redovisas finalisterna i startordning.

#### Rond 1: Eget val
1. Kevin Walker - Where the Streets Have No Name (U2)
2. Elin Bergman - Raise Your Glass (Pink)

#### Rond 2: Tittarnas val
1. Kevin Walker - Say (John Mayer)
2. Elin Bergman - Happyland (Amanda Jenssen)

#### Rond 3: Vinnarlåten
1. Kevin Walker - Belong
2. Elin Bergman - Belong

Här nedan listas den deltagare som erhöll flest antal tittarröster och därmed vann Idol 2013.
| Vinnaren     |
| Kevin Walker |